# Sveriges Orkesterförbund
Sveriges Orkesterförbund (SOF) (Association of Swedish Orchestras) bildades 1999 genom sammanslagning av Riksförbundet Sveriges Amatörorkestrar och Sveriges Orkesterföreningars Riksförbund. Förbundet hade i januari 2024 cirka 280 medlemsorkestrar fördelade på 160 blåsorkestrar, 75 symfoniorkestrar, 15 storband och övriga konstellationer med totalt ungefär 9 000 musiker. Förbundet arbetar bland annat med frågor som rekrytering av musiker, skatteregler, statliga utredningar, samarbete med ungdoms- och andra kulturorganisationer, arrangörsstöd och notutveckling.
Förbundet beskriver sin verksamhetsidé så här:
Sveriges Orkesterförbund skall företräda medlemmarna genom att bilda nätverk, utbilda, informera, debattera och vara en resurs för bevarandet och utvecklandet av svenskt orkesterliv för alla åldrar.
Medlemsorkestrarna spelar cirka 3 000 konserter för totalt 750 000 människor årligen. Medräknat blåsorkestrars utomhusaktiviteter handlar det om betydligt flera lyssnare och flera konserter.  	
Förbundet ger ut tidningen Musikant, (som utkommer med 4 nummer per år och en upplaga på 9 000 exemplar. Sveriges Orkesterförbund driver ett eget notförlag sedan 2005 med främst blåsmusik, sextettmusik av äldre modell som skrivits om till moderna besättningar och är en av initiativtagarna till det nya studieförbundet Kulturens Bildningsverksamhet som startade 2010 och avecklades 2024.
Förbundet samarbetar och ingår i en rad av nätverk som Musikarrangörer i Samverkan (MAIS), Ideell kulturallians (IKA), Ax - Kulturorganisationer i samverkan (ax, De Fem och en rad andra konstellationer. På det nordiska planet är det Nordens Musikerunion (NOMU)som förbundet är engagerat i.
Sveriges Orkesterförbund indelar Sverige i olika distrikt (13 olika för närvarande) med egna styrelser. Förbundet leds av förbundsdirektör Magnus Eriksson (1999-) med placering på Musseronvägen 1C (från augusti 2024) i Huddinge, där finns även kansliet. Förbundsstyrelsen leds av förbundsordförande Walter Brolund (2017-) och fick sin första kvinnliga vice förbundsordförande 2015 med valet av AnnaMia Larsson. 
Förbundsordförande /
Bertil Östman - 1991 (RSAO)
Olle Thörnquist 1991-1997 (RSAO)
Rolf Ottengius - 1999 (SOR)
Magnus Eriksson 1997-1999 (RSAO)
Jörgen Flink 1999-2017 (SOF)
Walter Brolund 2017- (SOF)